# Joginder Kumar
Joginder Pehalwan Kumar (ur. 31 grudnia 1980) – indyjski zapaśnik walczący w stylu wolnym. Zajął siedemnaste miejsce na mistrzostwach świata w 2009. Ósmy na mistrzostwach Azji w 2011. Srebrny medalista igrzysk Wspólnoty Narodów w 2010. Mistrz Wspólnoty Narodów w 2013 i drugi w 2007 i 2009 roku.